# Mimudea gracilis
Mimudea gracilis là một loài bướm đêm trong họ Crambidae.